# Pas-vodič
Psi-vodiči su psi koji obavljaju za ljude razne poslove, kao i u prošlosti: čuvaju posede, vuku sanke, gone stada i učestvuju u lovu, a od prošlog veka se pojavilo mnogo poslova koje bi psi mogli da obavljaju. Pomoć su ljudima sa fizičkim oštećenjima.

## Kao vodiči slepih ljudi
Ovo su prvi radni psi XX veka. U Nemačkoj su nakon Prvog svetskog rata nemački ovčari trenirani za pomoć vojnicima koji su oslepeli na bojištu. Ideja „očiju koje vide“ uskoro se proširila. Iako se nemački ovčari još obučavaju za pse-vodiče, sve više ih zamenjuju labrador retriveri i zlatni retriveri. Britanska humanitarna organizacija stvorila je ukrštanjem ovih dveju pasmina novu od koje se šteni oko hiljadu pasa godišnje. Priroda ovih pasa je prilagođena zahtevima posla koji obavljaju.

## Psi za gluve ljude
Psi koji pomažu gluvim osobama svojim sluhom, obični su psi koji su prirodno radoznali i društveni. Ovakve pse su počeli da obučavaju u SAD pre tridesetak godina. Za razliku od pasa-vodiča ili pasa koji pomažu ljudima s telesnim oštećenjima, psi koji pomažu gluvim osobama rade 24 časa dnevno. Odgovaraju na zvukove poput dečijeg plača, kucanja na vratima ili požarnog alarma. Većina ovih pasa su mešanci, često spaseni iz azila. U Britaniji je ustanovljeno da su za treniranje najbolji mešanci kojima je među precima bio radni koker španijel, ali su i mešanci sa pudlicom dobri.

## Psi za osobe sa telesnim invaliditetom
Psi za pomoć osobama u invalidskim kolicima trenirani su prvi put u SAD pre dvadesetak godina. Za ovaj zadatak su najbolji zlatni retriveri. Svaki pas se trenira da bi se prilagodio potrebama osobe kojoj pomaže, a osnovni trening uključuje podizanje stvari koje su toj osobi ispale. Neki psi mogu da otvaraju vrata, a drugi i da pale i gase svetlo.

## Psi za pronalaženje preživelih u nesrećama
Psi za pronalaženje preživelih u ruševinama, lavinama i za spasavanje u planini obavljaju važne zadatke, no to su većinom kućni ljubimci istrenirani za ovakve zadatke kada zatreba. Potraga i spasavanje ozbiljna je verzija igre žmurke u kojoj pas koristi svoje čulo mirisa kako bi pronašao izgubljenu osobu. Veliki psi, posebno graničarski koliji, profesionalno se koriste za potragu i spasavanje.